# Nino Borsari
Nino Borsari (Cavezzo, 14 dicembre 1911 – Carlton, 31 marzo 1996) è stato un ciclista su strada, pistard e dirigente sportivo italiano.
Fu campione olimpico nell'inseguimento a squadre con Marco Cimatti, Alberto Ghilardi e Paolo Pedretti ai Giochi olimpici di Los Angeles nel 1932, e poi indipendente e professionista dal 1934 al 1948.
Dopo essere rimasto bloccato in Australia all'inizio della seconda guerra mondiale, divenne un punto di riferimento della comunità degli immigrati italiani.

## Carriera

### Le origini, gli esordi e il titolo olimpico nel 1932

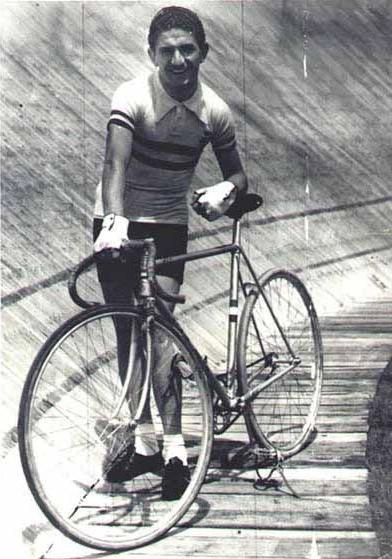
Nino Borsari nel 1932

Nato a Villa Motta (frazione di Cavezzo, in provincia di Modena) in una famiglia povera, iniziò a lavorare come garzone per una farmacia, utilizzando una bicicletta per le consegne dei medicinali. Un giorno, una squadra di ciclisti professionisti passò per Motta e Borsari li inseguì, finendo per farsi notare: ricevette così in regalo una bicicletta da corsa.
All'età di 19 anni divenne campione italiano giovanile del mezzofondo. Nel marzo 1932 vinse a Dergano in volata la Coppa Caldirola. Nell'agosto dello stesso anno ai Giochi olimpici di Los Angeles, neanche ventunenne, con la squadra azzurra di inseguimento a squadre (completata da Marco Cimatti, Alberto Ghilardi e Paolo Pedretti) riuscì a battere il record olimpico di specialità nelle qualificazioni e a vincere la medaglia d'oro battendo in finale la squadra francese al velodromo Rose Bowl di Pasadena.

### 1933-1938: l'affermazione all'estero

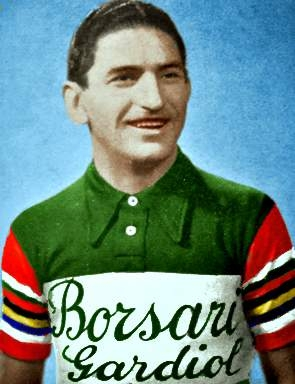
Nino Borsari

Ritornato a casa, Nino Borsari venne insignito del titolo di Cavaliere e portato in trionfo dai concittadini di Cavezzo, che decisero di costruirgli un velodromo in terra battuta per potersi allenare comodamente: l'impianto, tuttora esistente e con una lunghezza di corda interna di 376,8 metri e curve con pendenza di 40º, venne costruito da un gruppo di volontari su un terreno dell'amministrazione comunale e terminato alla fine del 1933. L'inaugurazione ufficiale avvenne il 29 aprile 1934 alla presenza di molti campioni.
Nel 1934 divenne indipendente e iniziò a gareggiare in molte gare su pista, vincendo e guadagnando molti premi. Il 23 giugno dello stesso anno giunse secondo alla Milano-Modena alle spalle di Learco Guerra. Oltre ad essere un brillante ciclista, Borsari era anche un uomo di spettacolo: divenne molto famoso negli Stati Uniti, e in una gara a Coney Island (New York) riuscì a battere Fred Spencer, plurivincitore della Sei giorni di New York.
Grazie alla sua fama, nello stesso 1934 Borsari venne invitato in Australia per partecipare alla Centenary 1000, corsa organizzata per festeggiare il centenario di fondazione dello Stato di Victoria e da correre dal 20 al 27 ottobre; a fine agosto partì così dall'Europa in nave verso il Nuovissimo mondo insieme ai ciclisti francesi Fernand Mithouard e Paul Chocque. Essendo uno specialista delle volate, molti credettero erroneamente che gli sarebbe mancata la resistenza per far bene in quella corsa, lunga circa 1000 mi. Al contrario Borsari, dopo aver vinto due sprint cittadini nella terza tappa, fu protagonista nella sesta tappa, che peraltro era stata allungata di 150 km a seguito dell'interruzione anticipata della tappa del giorno precedente, e che terminava sulla vetta del Monte Hotham sulle Alpi Vittoriane: non solo tagliò il traguardo per primo staccando nettamente qualsiasi altro corridore, ma arrivò prima persino dei commissari di gara. Per tale motivo venne incoronato come "Campione delle Alpi Vittoriane". Borsari riuscì infine a terminare la corsa chiudendo al quinto posto della classifica generale della corsa.
Nel luglio 1935 vinse il Circuito degli Assi a Reggio Emilia, superando Antonio Pesenti, Renato Scorticati e Costante Girardengo; nel maggio 1936 partecipò al Giro d'Italia con i colori della Ganna, ritirandosi però alla seconda tappa.

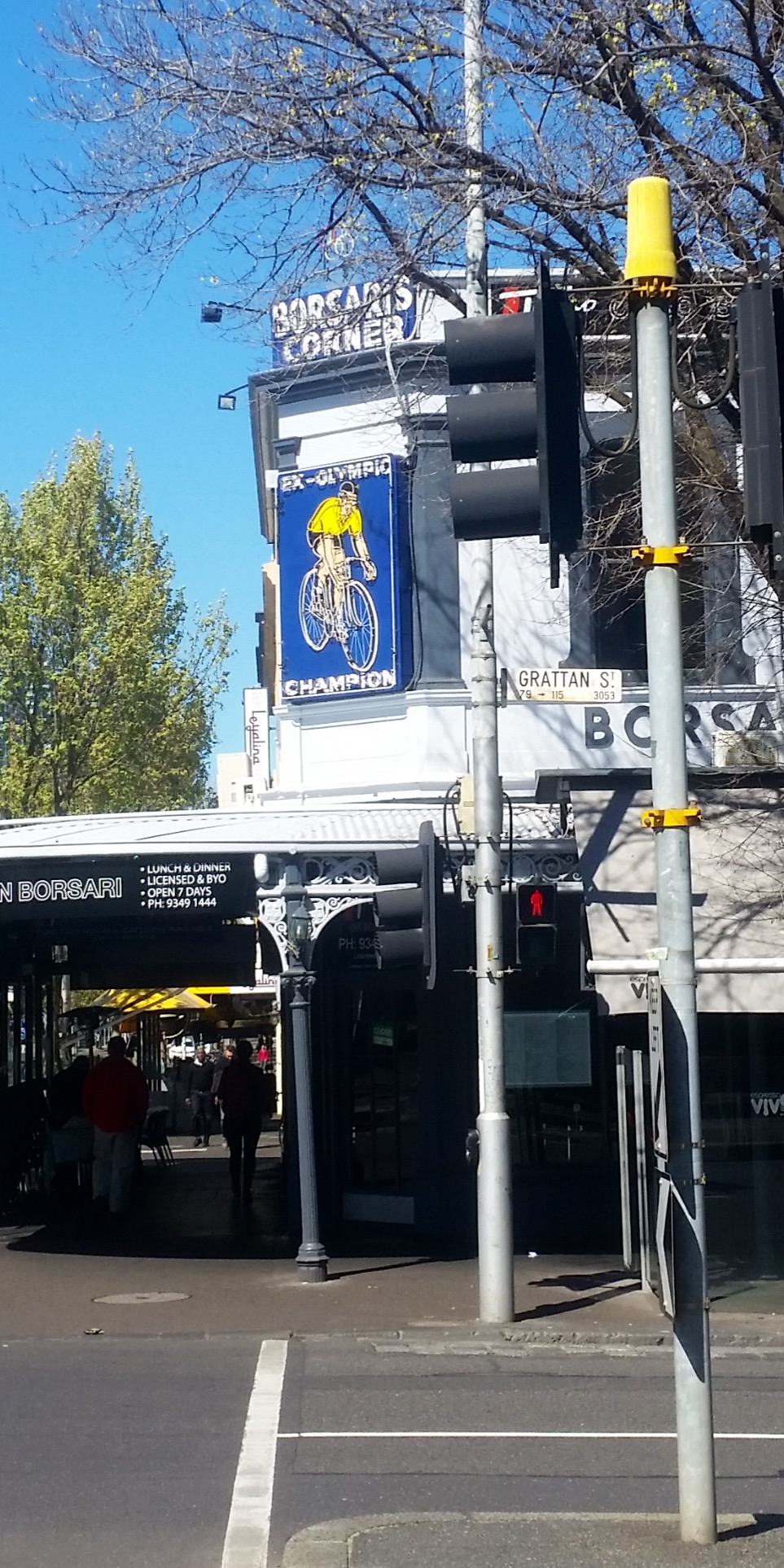
Il Borsari's Corner a Carlton (Melbourne)

### Dal 1939: il trasferimento in Australia
Ogni inverno veniva invitato a correre in Australia, dove in pochi anni riuscì a vincere 113 gare su 133. Mentre era in procinto di imbarcarsi al porto di Sydney per tornare in Italia nel 1939, vi fu lo scoppio della seconda guerra mondiale. Per tale motivo, venne bloccato dalle autorità australiane ed internato per alcuni mesi, fino a quando alcuni personaggi sportivi australiani riuscirono a farlo liberare. Secondo altre fonti, invece, non venne internato. Rassegnato ad attendere il termine del conflitto mondiale, si dedicò all'unico lavoro che sapeva fare, riparare le biciclette in un sottoscala.
Nel 1940 sposò la cantante lirica Fannì Cestèr (originaria di Pasiano di Pordenone e morta nel 1988), da cui ebbe due figli, Nino junior e Diana.
Nel 1942, grazie all'aiuto del ciclista australiano Hubert Opperman, aprì una piccola attività a Melbourne, importando dall'Italia le biciclette prodotte dalla Bianchi, la sua ex squadra. Inizialmente venne messo in guardia riguardo all'uso del suo cognome italiano sull'insegna che avrebbe potuto causare ritorsioni o danneggiamenti (all'epoca l'Australia era in guerra contro l'Italia), ma Borsari ritenne che la gente del posto lo rispettasse sia come sportivo che come persona, consapevole che egli non avesse nulla a che fare con la guerra. Gli affari del Borsari Cycles di Lygon Street 193 (tuttora esistente) andarono molto bene e nel 1961 venne ampliato. Con il passare degli anni, l'Emporium Borsari divenne il centro di riferimento per i nuovi immigrati dall'Italia e Nino Borsari divenne il "sindaco" non ufficiale del quartiere italiano di Melbourne e soprannominato "il Re di Carlton" (King of Carlton). Nel 1948 tornò in Europa per le sue ultime gare in pista, con i colori della Bianchi.

## Dopo il ritiro
Abbandonate le corse, Nino Borsari sostenne il governo australiano nella promozione del ciclismo, organizzando competizioni e fondando il club ciclistico dello Stato di Victoria. Nel 1948 volò a Londra per sostenere la candidatura di Melbourne ad ospitare i Giochi olimpici del 1956; la città australiana riuscì poi a vincere l'assegnazione, battendo per un voto Buenos Aires. L'opera di Borsari sullo sport a Melbourne fu di vasta portata, poiché divenne un ambasciatore dello sport, invitando nella città australiana quasi tutti i campioni olimpici e mondiali di ciclismo italiani per quasi vent'anni. Organizzò anche incontri di pugilato con campioni di alto livello (tra cui quello che vide la celebre sconfitta di Nino Benvenuti contro Tom Bethea nel marzo 1970), fondò la squadra calcistica della Juventus Melbourne (con cui vinse sette campionati dello stato di Victoria) e giocò un ruolo di primo piano nelle corse automobilistiche.
Nel 1962 il presidente della Repubblica Antonio Segni gli conferì l'onorificenza di Cavaliere dell'Ordine al merito della Repubblica Italiana.

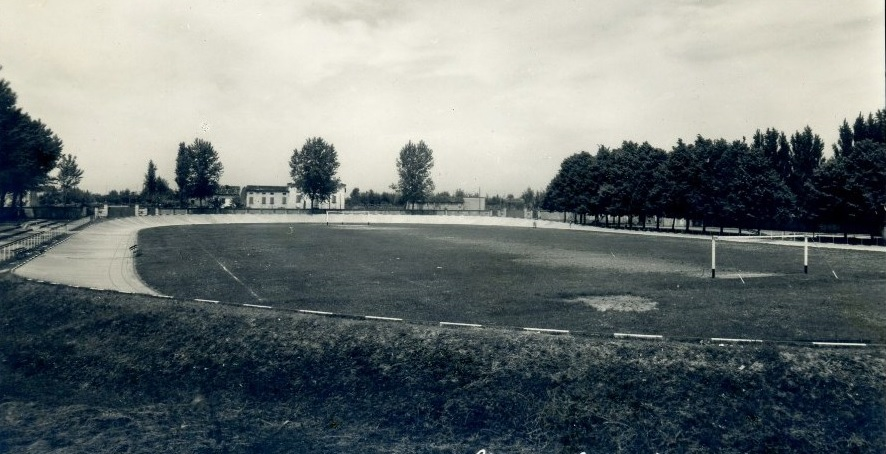
Lo stadio comunale "Nino Borsari" con il velodromo in terra battuta (1959)

Nel 1967 fu il presidente fondatore della federazione australiana di pugilato.
Il 28 settembre 1975 lo stadio comunale di Cavezzo venne intitolato a Nino Borsari, che per l'occasione ritornò nella sua città natale per partecipare alla cerimonia (a cui assistettero circa 13.000 persone) e portò con sé il vicecampione olimpico australiano 1972 John Nicholson. Ritornerà a Cavezzo per l'ultima volta nel 1983.
Borsari continuò ad andare in bicicletta fino al 1978, quando 67enne riportò un trauma cranico in un incidente stradale in bicicletta, lungo la strada che percorreva ogni giorno dalla casa di Eaglemont al suo negozio. Ricoverato in coma all'ospedale di Austin, riuscì a sopravvivere, per quanto gli ci vollero diversi anni per riprendersi. Ammalatosi di cancro, morì nel marzo 1996 all'età di 84 anni.

## Palmarès

### Pista
- 1932 (dilettanti)

Giochi olimpici, Inseguimento a squadre (con Marco Cimatti, Alberto Ghilardi e Paolo Pedretti)

### Strada
- 1932 (dilettanti)

Coppa Caldirola

#### Altri successi
- 1935

Criterium degli Assi - Reggio Emilia

## Piazzamenti

### Grandi Giri
- Giro d'Italia

1936: ritirato (2ª tappa)

### Competizioni mondiali
Giochi olimpici
Los Angeles 1932 - Inseguimento a squadre: vincitore